# Cordillera de la Costa (Chile)
La cordillera de la Costa es una de las cuatro «macroformas» de relieve principales de la geografía de Chile que se desarrollan en sentido norte-sur. Se caracteriza por ser una formación geológica de las costas del norte, centro y sur de Chile. Se extiende por una longitud de 3000 km y está formada por una sucesión de lomas y montes redondeados por la erosión cuya mayor cumbre sobrepasa los 3000 m s. n. m., separando la depresión intermedia de las planicies litorales.

## Características topográficas
Esta cordillera es más baja que la cordillera de los Andes pues tiene un origen geológico mucho más antiguo. Comienza en la Región de Arica y Parinacota, y termina en la península de Taitao, en la Región de Aysén, donde se interna en el océano Pacífico. Si bien este cordón montañoso está cortado por numerosos ríos que nacen en la cordillera de los Andes, no desaparece como tal hasta que termina la cordillera de Nahuelbuta, alrededor de los 38°30' S, continuando luego intermitentemente en las cordilleras del Mahuidanche, Pelada, del Sarao, del Piuchén y Pirulil, en la Isla Grande de Chiloé. Al sur de esta isla, solo emergen las cumbres de lo que fue la cordillera en las islas del archipiélago de los Chonos. El punto más estrecho entre la cordillera de la Costa y la cordillera de los Andes es la Angostura de Paine, que separa las regiones Metropolitana y de O'Higgins. 
Tanto por su aspecto como por su estructura geomorfológica, la cordillera de la Costa se puede subdividir en tres zonas:

### Zona norte

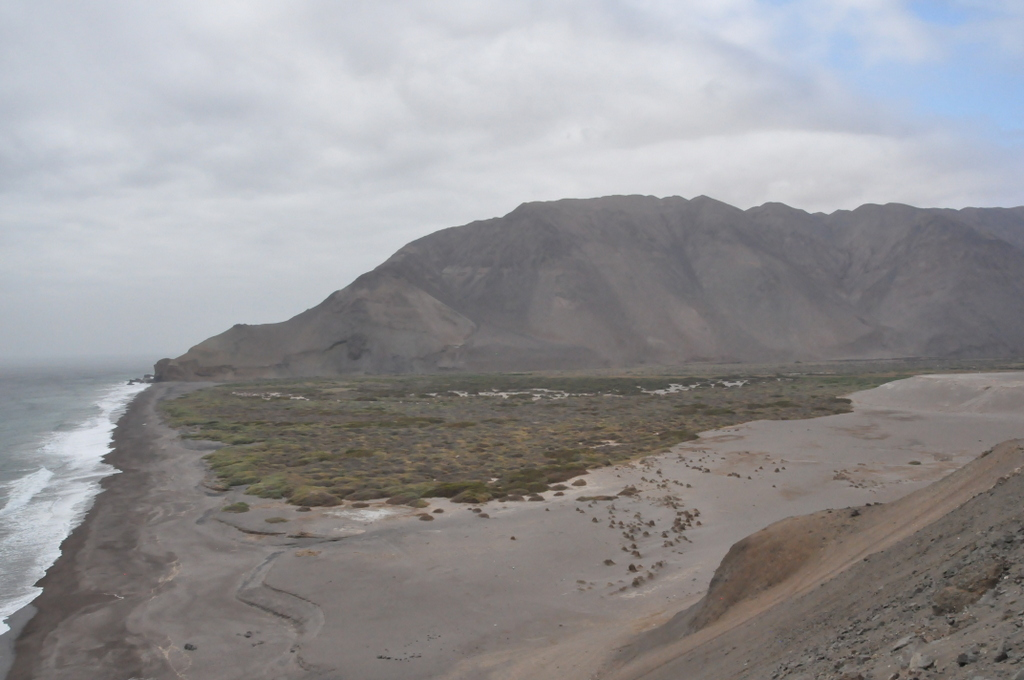
Cordillera de la Costa junto al océano Pacífico, en Caleta Camarones

La cordillera de la Costa nace en la Región de Arica y Parinacota, en el cerro Camaraca (949 m), que se encuentra a unos 20 kilómetros al sur de Arica. Se presenta como un acantilado amurallado que cae directamente al mar desde una altura aproximada de 300 metros, rasgo que solo se ve interrumpido por el desagüe de algunas quebradas, como Azapa, Vítor y Camarones. En esta zona, se caracteriza por la presencia de bloques dislocados como consecuencia de fallas geológicas (el denominado sistema de fallas de Atacama) y movimientos basculares que han originado depresiones o cuencas en su interior, denominadas salares. Se compone tanto de sedimentación marina, como de rocas efusivas (como porfiritas) e intrusivas (principalmente diorita), conformándose como una cadena abrupta de cerca de 50 km de ancho y alturas normalmente superiores a los 500 m, de apariencia árida. Al sur del río Loa y hasta la mitad norte de la Región de Atacama, se caracteriza por su mayor continuidad, como un macizo de alturas entre los 1000 y los 3000 metros. Al interior de Antofagasta, las mayores alturas corresponden al cerro Colupo, de 2293 metros, al suroriente de Tocopilla, y al cerro Armazones, de 3064 metros ubicado en la sierra Vicuña Mackenna.

### Zona centro

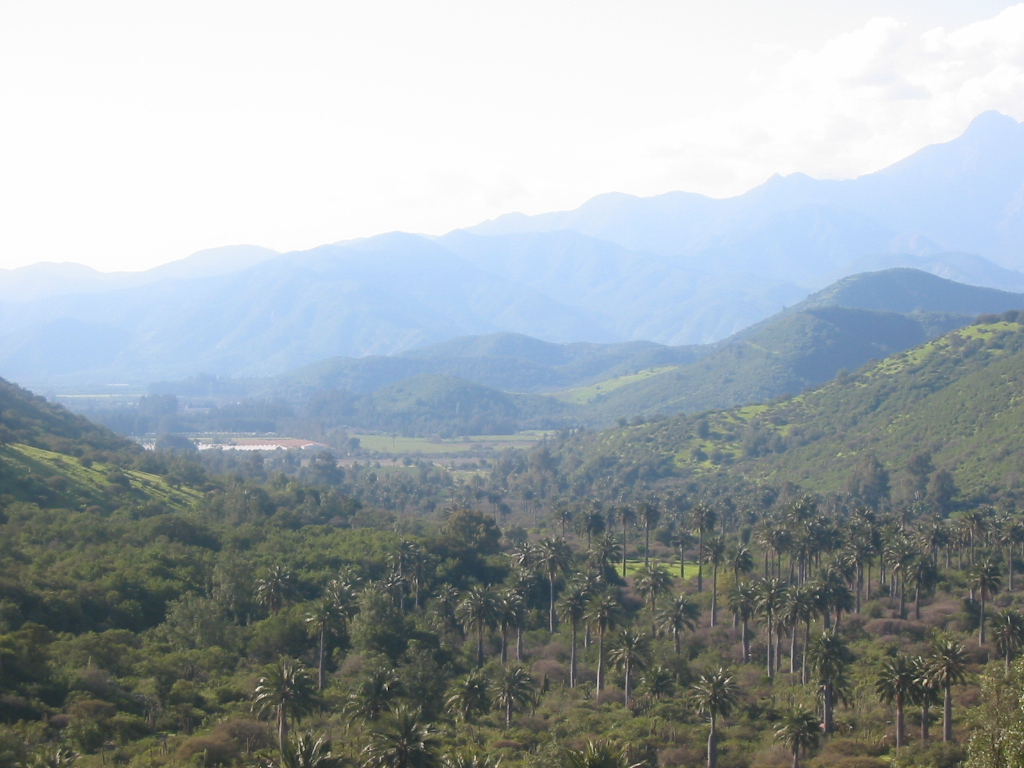
Cordillera de la Costa vista desde el parque nacional La Campana

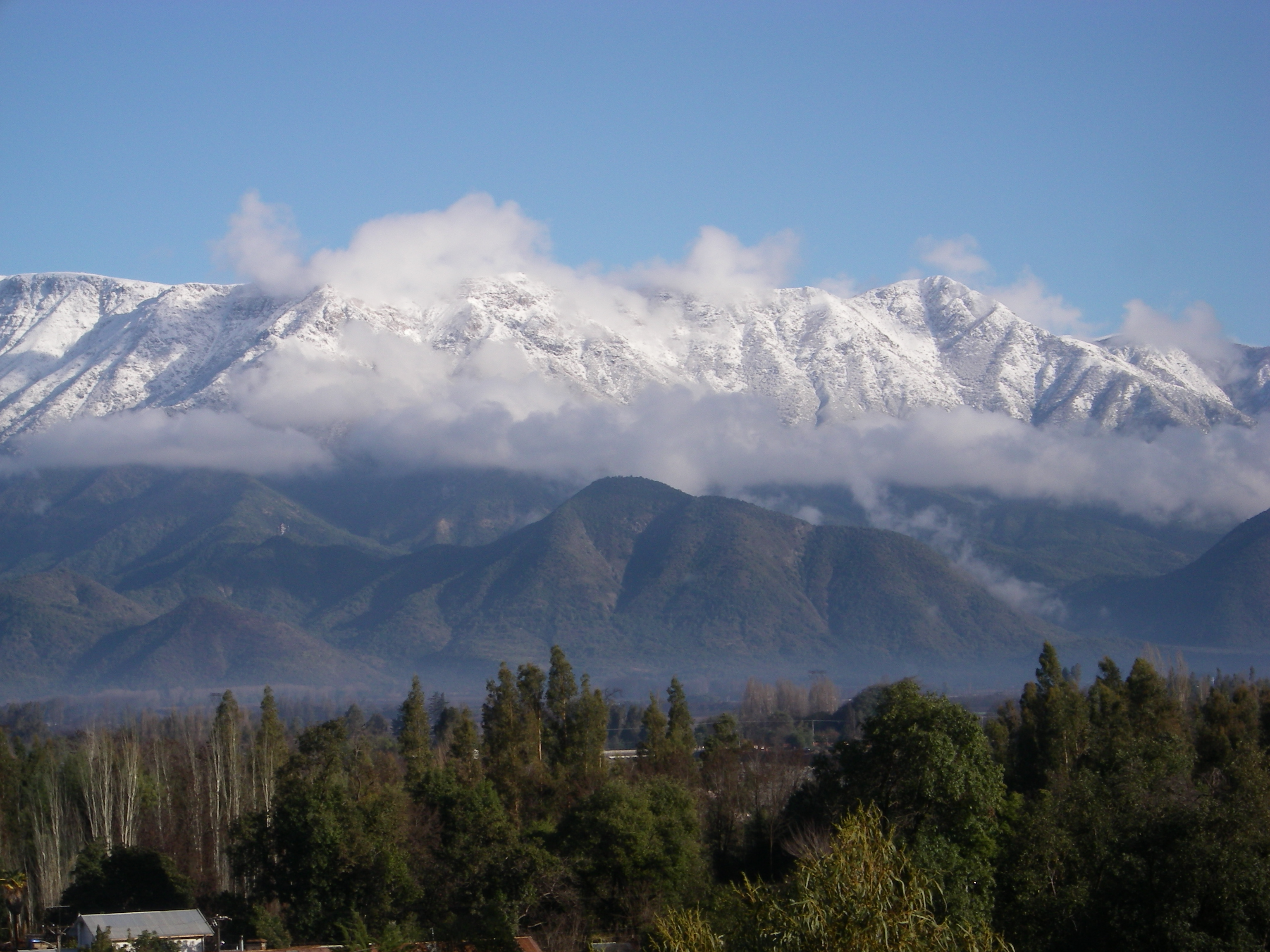
Cumbres nevadas de la Cordillera de la Costa vistas desde Codegua

Esta zona comprende desde la mitad sur de la Región de Atacama hasta el límite norte de la Región del Biobío. A diferencia de la zona norte, este sector de la cordillera de la Costa se compone de areniscas y pizarras de carácter continental que datan del Mesozoico; sobre ellas se superponen porfiritas, dioritas y rocas metamórficas. Su configuración es irregular en la parte meridional de esta zona por la existencia de cordones transversales que se desprenden de la cordillera de los Andes hasta entrar en contacto con las planicies litorales. Luego, en el sector occidental del valle del Aconcagua en la Región de Valparaíso, reaparece alta y bien conformada a unos 35 a 40 km del litoral, denominándose cordillera del Melón, en donde se encuentra el morro Chache, de 2333 m s. n. m.; al sur del valle del Aconcagua se encuentran los macizos de El Roble y La Campana. Estas cadenas, junto a los Altos de Chicauma y de Lipangue, dan forma a la cuenca de Santiago por el oeste. Al sur del río Maipo, la cordillera desciende su altitud, rara vez alcanzando los 1000 m, con la excepción de los Altos de Cantillana, y los cerros Talamí y Poqui. Inmediatamente al sur de la desembocadura del río Rapel, la cordillera se presenta como planicies recortadas por numerosas quebradas y cerros de poca altura, cortadas por esteros como Navidad, Topocalma y Cáhuil, pero vuelve a levantarse entre las provincias de Cardenal Caro y Colchagua, en la forma de cordones de cerros que forman pequeños valles de secano entre sí, como los regados por la cuenca del estero Nilahue y el valle de Marchigüe. Más al sur destacan algunas cumbres como los cerros Pangalillo (1193 m, al norte de San Fernando), Cañetén (900 m, al sur de Peralillo), El Rangil (716 m, al oeste de Curicó), Guachos (819 m, cerca de Talca), Name (810 m, al norte de Cauquenes), y Gupo (858 m, al sudoeste de San Javier). El resto de las sierras apenas alcanzan los 600 m, por lo que la cordillera se asemeja más a una planicie con suaves colinas, que originan cuencas y valles: entre los ríos Maule e Itata da origen a las cuencas de Cauquenes y Quirihue, las cuales presentan especiales condiciones microclimáticas.

### Zona sur

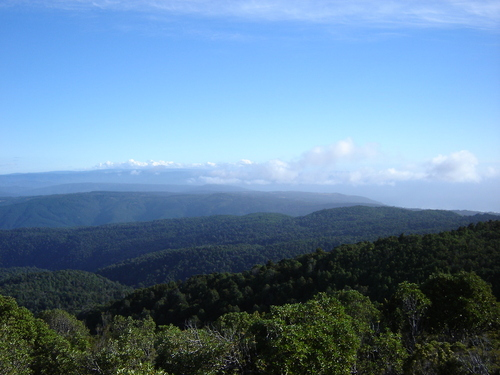
Cordillera de la Costa en el Parque Oncol, en la Región de Los Ríos

En la Región del Biobío sobre la cordillera se encuentra el único parque periurbano, el Parque Nacional Nonguén que alcanza los 450 m s. n. m. A partir del río Biobío, la cordillera está constituida casi exclusivamente de rocas metamórficas paleozoicas y/o precámbricas. Adquiere importancia en la cordillera de Nahuelbuta, de 150 km de extensión, que supera los 1000 m de altura en cerros como Alto Nahuelbuta, Alto de la Cueva y Lanalhue. Sin embargo, al sur del río Imperial, el macizo vuelve a perder altura. Ya en la Región de Los Ríos, la cordillera se presenta baja y ondulada, denominándose cordillera del Mahuidanche, descendiendo en altura hacia el sur hasta ser interrumpida por el río Valdivia. Desde aquí al sur, con los nombres de cordillera Pelada y cordillera del Sarao, se presenta un poco más robusta, ejerciendo un importante efecto de biombo climático sobre las localidades de la depresión intermedia. En la Región de Los Lagos alcanza alturas promedio de 550 m s.n.m., con valores máximos de hasta 1042 m s.n.m. al norte de Bahía Mansa. Al sur del río Llico, con alturas máximas de 500 m s.n.m., retoma un descenso gradual hasta la desembocadura del río Maullín.
Tras hundirse en el canal de Chacao, reaparece en la península de Lacui, en la Isla Grande de Chiloé, como la cordillera del Piuchén y la cordillera Pirulil. Termina nuevamente hundida en el golfo de Corcovado, como una franja desmembrada en la que solo sus mayores alturas aparecen en forma de islas y archipiélagos, como los de las Guaitecas y de los Chonos. Su punto cúlmine es el cerro Tres Montes (762 m), en la península de Taitao.

## Cumbres
De norte a sur, las principales cumbres de la cordillera de la Costa son:
- El cerro Colupo (2293 m s. n. m.)
- El cerro Paranal (2.635 m s. n. m.)
- En la sierra Vicuña Mackenna, al suroeste de la Región de Antofagasta, entre las ciudades de Antofagasta y Taltal:
  - El cerro Vicuña Mackenna (3114 m s. n. m.)
  - El cerro Armazones (3064 m s. n. m.)
  - El cerro Yumbes (2392 m s. n. m.)
- En la cordillera del Melón, en la Región de Valparaíso, entre los ríos La Ligua y Aconcagua:
  - El morro Chache (2333 m s. n. m.)
  - El cerro Caqui (2196 m s. n. m.)[14]
  - El cerro Picorete (2277 m s. n. m.)
  - El cerro El Roble (2222 m s. n. m.),[2] en Caleu
  - El cerro Las Vizcachas (2108 m s. n. m.)[2]
  - El cerro La Campana (1910 m s. n. m.).[2]
- El Cerro Altos de Chicauma (2031 m s. n. m.)[15]
- El Cerro Roble Alto (2207 m s. n. m.)[16]
- El Cerro Bustamante (1877 m s. n. m.)[17]
- El cerro Alto de Cantillana (2318 m s. n. m.)[2]
- El cerro Talamí (1975 m s. n. m.)
- El cerro Poqui (1826 m s. n. m.)
- El cerro Nahuelbuta (1341 m s. n. m.).

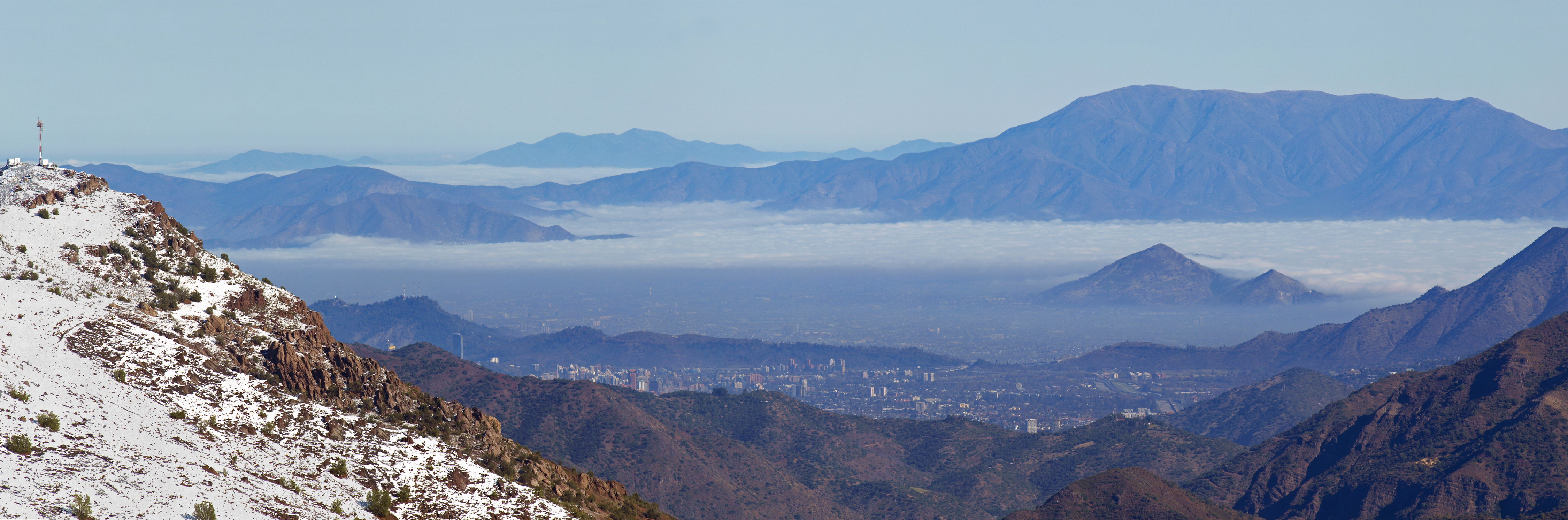
Cordillera de la Costa al fondo de la imagen con Santiago en el centro y parte de la de los Andes en primer plano

## Divisiones
En varias regiones de Chile, esta cordillera recibe nombres locales, que son de norte a sur:
- Sierra Vicuña Mackenna en la Región de Antofagasta
- Cordillera de Talinay en la Región de Coquimbo
- Cordillera del Melón en la Región de Valparaíso
- Cordillera de Nahuelbuta en el sur de la Región del Biobío y norte de la Región de La Araucanía
- Cordillera del Mahuidanche en el norte de la Región de Los Ríos
- Cordillera Pelada en el sur de la Región de Los Ríos
- Cordillera del Sarao en las provincias de Osorno y de Llanquihue, en la Región de Los Lagos
- Cordillera del Piuchén o de San Pedro en el norte de la Isla Grande de Chiloé, en la Región de Los Lagos
- Cordillera de Pirulil en el sur de Chiloé.